# Élections sénatoriales de 2008 en Charente-Maritime
Les élections sénatoriales en Charente-Maritime ont eu lieu le dimanche 21 septembre 2008. Elles ont eu pour but d'élire les sénateurs représentant le département au Sénat pour un mandat de six années.

## Contexte départemental
Lors des élections sénatoriales du 27 septembre 1998 en Charente-Maritime, trois sénateurs ont été élus, un RPR et deux UDF.
Depuis, tous les effectifs du collège électoral des grands électeurs ont été renouvelés, avec les élections législatives françaises de 2007, les élections régionales françaises de 2004, les élections cantonales de 2004 et 2008 et les élections municipales françaises de 2008.

## Rappel des résultats de 1998
|                | Claude Belot           | UDF            | 970   | 65,54  |  |  |
|                | Michel Doublet         | RPR            | 954   | 64,46  |  |  |
|                | Jean-Guy Branger       | UDF            | 804   | 54,32  |  |  |
|                | Marc Parnaudeau        | PS             | 352   | 23,78  |  |  |
|                | Josy Moinet            | PRG            | 338   | 22,84  |  |  |
|                | Françoise Mesnard      | PS             | 328   | 22,16  |  |  |
|                | Roland Garraud         | PS             | 224   | 15,14  |  |  |
|                | Claude Meunier         | MPF            | 89    | 6,01   |  |  |
|                | Jacques Bessière       | PCF            | 78    | 5,27   |  |  |
|                | Michelle Carmouse      | PCF            | 71    | 4,80   |  |  |
|                | Simon Rinaldi          | PCF            | 68    | 4,59   |  |  |
|                | Jean-François Galvaire | FN             | 26    | 1,76   |  |  |
|                |                        |                |       |        |  |  |
| Inscrits       | Inscrits               | Inscrits       | 1 504 | 100,00 |  |  |
| Abstentions    | Abstentions            | Abstentions    | 14    | 0,93   |  |  |
| Votants        | Votants                | Votants        | 1 490 | 99,07  |  |  |
| Blancs et nuls | Blancs et nuls         | Blancs et nuls | 10    | 0,67   |  |  |
| Exprimés       | Exprimés               | Exprimés       | 1 480 | 99,33  |  |  |

## Sénateurs sortants
| Sénateur | Sénateur         | Parti | Fonctions lors de l'élection en 1998                            |
| -------- | ---------------- | ----- | --------------------------------------------------------------- |
|          | Claude Belot     | UMP   | Sénateur sortant, président du conseil général, maire de Jonzac |
|          | Jean-Guy Branger | UMP   | Conseiller général, maire de Surgères                           |
|          | Michel Doublet   | UMP   | Sénateur sortant, conseiller général, maire de Trizay           |

## Présentation des candidats et des suppléants
Les nouveaux représentants sont élus pour une législature de 6 ans au suffrage universel indirect par les 1639 grands électeurs du département. En Charente-Maritime, les sénateurs sont élus au scrutin majoritaire à deux tours. Leur nombre reste inchangé, 3 sénateurs sont à élire. Ils sont 16 candidats dans le département, chacun avec un suppléant.
| T/S | Candidats | Candidats                        | Parti | Principale fonction                                   |
| --- | --------- | -------------------------------- | ----- | ----------------------------------------------------- |
| T   |           | Michèle Carmouse                 | PCF   |                                                       |
| S   |           | Annie Gaspar                     | PCF   |                                                       |
| T   |           | Jacques Guiard                   | PCF   |                                                       |
| S   |           | Yves Eugène                      | PCF   |                                                       |
| T   |           | Esther Quéneudec-Memain          | PCF   |                                                       |
| S   |           | Patrick Bouffet                  | PCF   |                                                       |
| T   |           | Bénédicte Beconnier              | Verts |                                                       |
| S   |           | Jean-Philippe Brothier           | Verts |                                                       |
| T   |           | Christophe Couillaud             | Verts |                                                       |
| S   |           | Évelyne Nigon                    | Verts |                                                       |
| T   |           | Didier Bertin                    | Verts |                                                       |
| S   |           | Agnès Lumineau                   | Verts |                                                       |
| T   |           | Christophe Dourthe               | PS    |                                                       |
| S   |           | Suzanne Tallard                  | PS    |                                                       |
| T   |           | Emmanuel Arcobelli               | PS    |                                                       |
| S   |           | Corinne Grégoire                 | PS    |                                                       |
| T   |           | Marylise Fleuret-Pagnoux         | PRG   |                                                       |
| S   |           | Pascal Ferchaud                  | PRG   |                                                       |
| T   |           | Bernard Zahra                    | DIV   |                                                       |
| S   |           | Gérard Viaud                     | DIV   |                                                       |
| T   |           | Philippe Most                    | DIV   |                                                       |
| S   |           | Bruno Albert                     | DIV   |                                                       |
| T   |           | Xavier de Roux                   | UMP   | Maire de Chaniers                                     |
| S   |           | Gérard Potennec                  | UMP   |                                                       |
| T   |           | Daniel Laurent                   | UMP   | Conseiller général                                    |
| S   |           | Stéphane Villain                 | UMP   |                                                       |
| T   |           | Michel Doublet                   | UMP   | Sénateur sortant, conseiller général, maire de Trizay |
| S   |           | Philippe Guillotteau             | UMP   |                                                       |
| T   |           | Claude Belot                     | UMP   | Sénateur sortant, maire de Jonzac                     |
| S   |           | Corinne Imbert                   | UMP   | Conseillère générale, maire de Beauvais-sur-Matha     |
| T   |           | Jean-Marc de Lacoste-Lareymondie | FN    |                                                       |
| S   |           | Michel Erbe                      | FN    |                                                       |

## Résultats
|                | Michel Doublet *                 | UMP            | 878   | 55,01  |  |  |
|                | Daniel Laurent                   | UMP            | 861   | 53,95  |  |  |
|                | Claude Belot *                   | UMP            | 804   | 50,38  |  |  |
|                | Christophe Dourthe               | PS             | 554   | 34,71  |  |  |
|                | Marylise Fleuret-Pagnoux         | PRG            | 545   | 34,15  |  |  |
|                | Emmanuel Arcobelli               | PS             | 521   | 32,64  |  |  |
|                | Xavier de Roux                   | UMP            | 106   | 6,64   |  |  |
|                | Michelle Carmouse                | PCF            | 62    | 3,88   |  |  |
|                | Bénédicte Beconnier              | Verts          | 57    | 3,57   |  |  |
|                | Jacques Guiard                   | PCF            | 56    | 3,51   |  |  |
|                | Esther Quéneudec-Memain          | PCF            | 56    | 3,51   |  |  |
|                | Didier Bertin                    | Verts          | 54    | 3,38   |  |  |
|                | Christian Couillaud              | Verts          | 51    | 3,20   |  |  |
|                | Philippe Most                    | DIV            | 37    | 2,32   |  |  |
|                | Bernard Zahra                    | DIV            | 27    | 1,69   |  |  |
|                | Jean-Marc de Lacoste-Lareymondie | FN             | 9     | 0,56   |  |  |
|                |                                  |                |       |        |  |  |
| Inscrits       | Inscrits                         | Inscrits       | 1 637 | 100,00 |  |  |
| Abstentions    | Abstentions                      | Abstentions    | 25    | 1,53   |  |  |
| Votants        | Votants                          | Votants        | 1 612 | 98,47  |  |  |
| Blancs et nuls | Blancs et nuls                   | Blancs et nuls | 16    | 0,98   |  |  |
| Exprimés       | Exprimés                         | Exprimés       | 1 596 | 99,02  |  |  |